# Shalane Flanagan
Shalane Flanagan, född den 8 juli 1981, Boulder, Colorado, USA är en amerikansk friidrottare som tävlar i medel- och långdistanslöpning.
Flanagan deltog vid de olympiska sommarspelen 2004 i Aten där hon kom på elfte plats på 5 000 meter. Hon sprang även samma distans vid VM 2005 och 2007 då hon slutade på sjunde respektive åttonde plats. 
Inför de olympiska sommarspelen 2008 valde hon att dubblera och även tävla på 10 000 meter, en distans som hon slog amerikanskt rekord på inför OS. Väl i Peking blev det brons på 10 000 meter och en tiondeplats på 5 000 meter. Hennes bronsmedalj korrigerades till en silvermedalj sedan Elvan Abeylegesse diskvalificerats för doping.